# Jaho
Jaho is een bestuurslaag in het regentschap Tanah Datar van de provincie West-Sumatra, Indonesië. Jaho telt 1063 inwoners (volkstelling 2010).